# Sinocalon vestitum
Sinocalon vestitum är en skalbaggsart som först beskrevs av Pierre Lesne 1895.  Sinocalon vestitum ingår i släktet Sinocalon och familjen kapuschongbaggar. Inga underarter finns listade i Catalogue of Life.

## Bildgalleri

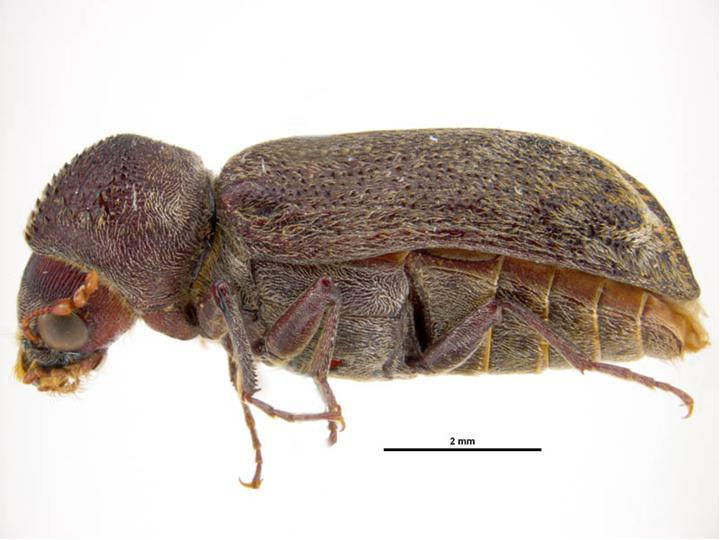